# 陰茎折症
陰茎折症（いんけいせっしょう、英：Penile fracture）とは、性器外傷のひとつで勃起時の鈍的外傷により陰茎白膜が断裂した状態と定義されている。勃起した陰茎に過度の力が加わったことによって、浅陰茎背静脈などの血管の破裂による内出血や海綿体を包んでいる白膜などの組織が断裂して、陰茎が著しく変形したり腫れあがったりする外傷である。白膜のみにとどまらず、陰茎海綿体自体に裂傷を生じる場合がある。別名：陰茎骨折。
自慰行為中や性交渉中に発生することが多い。そのため、比較的勃起の多い20 - 30代に良く見られる疾患である。発症時にはポキッっと折れた感じがし、血腫を生じ膨れることがある。
なお、損傷は陰茎海綿体に起こる場合が多いが、希に尿道海綿体が損傷する場合もある。。

## 頻度等
陰茎折症は救急疾患の 1/175,000 程度とされる比較的稀な疾患である。トルコの複数の施設で診察された47例を対象とした調査では、74.5％が性交中に発生したほか、用手的自慰が原因であるものが10.6％、鈍的外傷が原因の症例が4.3％であった。これらの内、尿道損傷が認められた症例は10.6％であった。陰茎受傷部位は根部（proximal）、中央部（distal）、正中部（midshaft）であった。
根部の受傷は体重およびBMIの低い患者に多い傾向が見られた他、性交頻度と陰茎根部の受傷とには相関が認められ（P=0.047）、尿道損傷とも強い相関が見られた（r=0.727、P＜0.005）。尿道損傷は根部の受傷例で多く見られた。

## 治療法
外科手術による修復が可能。切開して縫合する。早急に対応しないと有痛性勃起、勃起不全などの後遺症が残る可能性もある。また、尿道断裂に至るなど重度なものは予後はよくなく、陰茎形成術、尿道形成術などを要する。